# Capodestra
Et capotasto (af italiensk "hoved på gribebræt", også kaldt capo) er et tilbehør til en guitar. Det er en genstand  man kan spænde fast i et bånd på gribebrættet, og herved simuleres den bagerste finger i barré-akkord. Andre capoer er lavet som klemmer. 
Man bruger capoen til at transponere tonelejet på guitaren.